# Конзель, Михаэль
Михаэ́ль Ко́нзель (нем. Michael Konsel; род. 6 марта 1962, Вена) — австрийский футболист, вратарь.

## Карьера

### Клубная
Обучался в футбольной школе Вены, первым клубом стала команда «Фёрст», с 1985 года играл в «Рапиде», с которым выиграл дважды чемпионат Австрии и дошёл до финала Кубка обладателей кубков 1984/85, где австрийцы проиграли «Эвертону». Играл в австрийской команде 12 лет, два последних сезона был её капитаном. В 1996 году снова вышел в финал Кубка обладателей кубков, но опять австрийская команда не смогла победить (на этот раз обидчиком стал ПСЖ). В 35-летнем возрасте Конзель переехал в Италию, провёл сезон в «Роме» и был признан вратарём года. После травмы решил завершить карьеру в Венеции.

### В сборной
Дебютировал в октябре 1985 года в футболке национальной сборной в матче с югославами. Провёл 43 игры, дважды участвовал в чемпионатах мира. Прощальный матч провёл в августе 1998 года против Франции, был заменён на второго вратаря сборной Франца Вольфарта, для которого это был дебютный матч.

## Достижения

### Командные
- Чемпион Австрии: 1987, 1988, 1996
- Обладатель Кубка Австрии: 1985, 1987, 1995
- Финалист Кубка обладателей кубков: 1985, 1996

### Личные
- Футболист года в Австрии: 1996
- Вратарь года в Италии: 1998

## Интересные факты
- Игрок символических составов «Ромы» и «Рапида» за всю историю клубов.